# Marquinho Art'Samba
Marcos Pereira Antonio, mais conhecido como Marquinho Art'Samba (Mesquita, 19 de abril de 1970) é um intérprete de sambas de enredo brasileiro, que ficou conhecido pelas suas passagem na Unidos de Padre Miguel, Imperatriz Leopoldinense, Império Serrano e Mangueira.

## Biografia

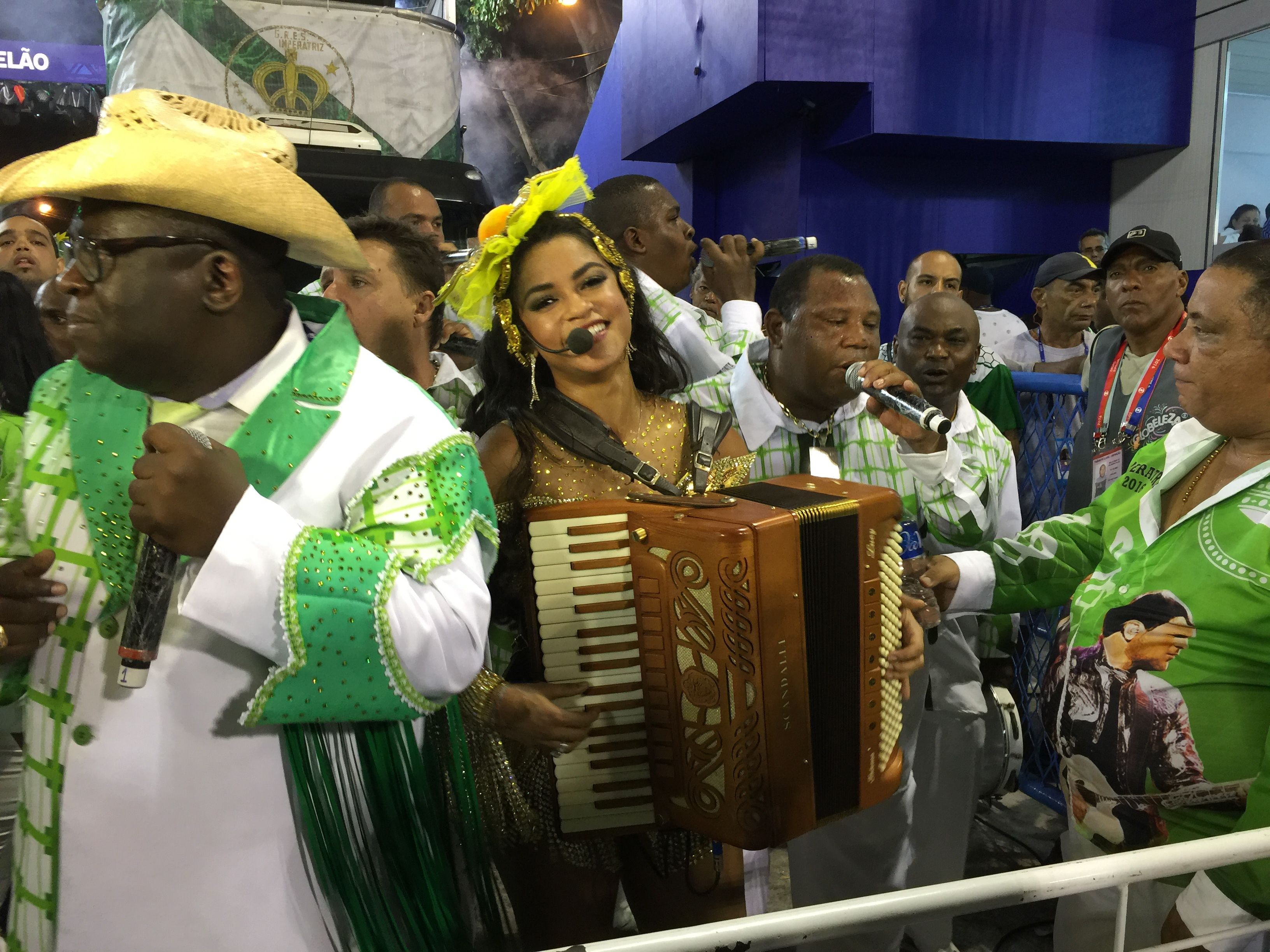
Marquinho Art'Samba (à esquerda), durante o desfile da Imperatriz em 2016.

Natural de Mesquita e filho de um mestre-sala de uma extinta escola do município fluminense, Marquinho Art Samba adotou o sobrenome artístico devido ao grupo de pagode que integrou ainda jovem. O conjunto durou apenas três anos. A vocação do então pagodeiro para intérprete de escola de samba foi descoberto por um vizinho ao ouvi-lo cantar no chuveiro. quando interpretou o samba 'Uni-duni-tê, a Beija-flor escolheu: é você!' e o samba foi escolhido o campeão. Naquele ano, a Beija-Flor ficou na 3ª colocação no Sambódromo, mas o mais importante para mim foi que, sem experiência alguma com samba, consegui levar a composição do Sérgio Fonseca e seus amigos a ser o samba-enredo de uma grande escola", relembrou. Um dos amigos de Sérgio era Edeor de Paula, autor do antológico "Os Sertões". Na ocasião, defendeu a obra ao lado de Jackson Martins, que mais tarde se consagraria na Caprichosos. Dois anos depois, ajudaria mais um samba a ser campeão em Nilópolis, com o enredo em homenagem a Bidu Sayão.
As portas das agremiações se abriram para Marquinho. Sua primeira passagem por um carro de som na Sapucaí foi pela Grande Rio em 2002, levado por Emerson Dias. No ano seguinte, já apadrinhado por Bruno Ribas, estava na Inocentes de Belford Roxo (na época da Baixada). Na Beija-Flor, conseguiria mais uma vitória em 2004, ano do clássico "Manoa". Integrou tambem os carros de som de Portela, Grande Rio e Mocidade. Sempre ao lado de Bruno Ribas. "É uma pessoa da qual tenho um carinho enorme. Somos amigos dentro e fora do samba, já que ele é padrinho do meu filho. Foi uma parceria de seis anos cantando juntos", elogia. Após cantar na disputa da Porto da Pedra o samba campeão para o Carnaval 2008, foi convidado por Luizinho Andanças para tomar parte da equipe do Tigre.
Após três anos na Porto da Pedra, pensou em parar ao ver a ascensão dos intérpretes mais jovens. Então surgiu a oportunidade de ser primeiro intérprete na Unidos de Padre Miguel. Comandou a vermelho-e-branco da Vila Vintém de 2013 a 2015. Em 2015, voltou a cantar junto com Bruno Ribas na Mocidade. Em 2016, estreou como titular numa escola do Grupo Especial, sendo o cantor oficial da Imperatriz e após o carnaval se desligou da escola. Em 2017, saiu da verde e branco de Ramos e migrou para o Império Serrano  onde permaneceu até o ano de 2018. 
Art Samba, pouco após o carnaval, foi contratado para ser a voz oficial da Estação Primeira de Mangueira, substituindo o então intérprete Ciganerey. Fazendo parte agora, então, da nova equipe de profissionais da verde e rosa.

## Títulos e estatísticas
| Grupo            | Campeonato | Ano                    | Vice | Ano        | Terceiro lugar | Ano        |
| ---------------- | ---------- | ---------------------- | ---- | ---------- | -------------- | ---------- |
| Primeira divisão | 1          | 2019 (Mangueira)       | -    | -          | -              | -          |
| Segunda divisão  | 1          | 2017 (Império Serrano) | 1    | 2015 (UPM) | 1              | 2014 (UPM) |

## Premiações
- Estrela do Carnaval

1. 2015 - Melhor intérprete (Unidos de Padre Miguel) [6][7]

- Gato de Prata

1. 2017 - Melhor intérprete (Império Serrano) [8]

- Plumas & Paetês Cultural

1. 2023 - Melhor intérprete (Mangueira) [9]

- Prêmio SRzd

1. 2015 - Melhor intérprete (Unidos de Padre Miguel) [10][11]
2. 2019 - Melhor intérprete (Mangueira) [12]

- S@mba-Net

1. 2017 - Melhor intérprete (Império Serrano) [13]